# 宮本佳林の雑談ラジオ
宮本佳林の雑談ラジオ（みやもとかりんのざつだんらじお）は2022年1月1日からアール・エフ・ラジオ日本で放送されているラジオ番組。

## 概要
元Juice=Juiceの宮本佳林によるトーク番組。宮本にとってはJuice=Juice時代を含めて、初の単独冠番組となった。
『中島早貴のキュートな時間』の後継番組。「audiobook.jp」による有料配信も前番組から継承されている。
当初は2022年4月改編までの3か月限定番組として放送が開始されたが、4月以降も継続して放送されることになった。
2022年4月24日（23日深夜）の放送で番組オリジナルステッカーが完成したことが報告された。
公式TwitterのアカウントにはAM由来の「1422」ではなく、FM由来の「924」が使用されている。

## 番組内容
宮本佳林にお悩み相談
リスナーからのお悩みに答えるコーナー
デートプランナー宮本さん、教えて!
リスナーから寄せられた推しのハロー!プロジェクトのメンバーとのデートプランを宮本が考えるコーナー。
宮本の噂
宮本に対する噂を募集し、検証するコーナー。
この他、普通のお便りやゲストに対する質問も募集している。

## ゲスト
| 回  | 放送日         | ゲスト                            |
| --- | -------------- | --------------------------------- |
| 008 | 2022年02月19日 | 平井美葉                          |
| 009 | 2022年02月26日 | 平井美葉                          |
| 018 | 2022年04月30日 | 稲場愛香                          |
| 019 | 2022年05月07日 | 稲場愛香                          |
| 026 | 2022年06月25日 | 小野瑞歩                          |
| 027 | 2022年07月02日 | 小野瑞歩                          |
| 028 | 2022年07月09日 | 窪田七海、西﨑美空                |
| 029 | 2022年07月16日 | 窪田七海、西﨑美空                |
| 040 | 2022年10月01日 | 高瀬くるみ（コメント）            |
| 042 | 2022年10月15日 | 為永幸音                          |
| 043 | 2022年10月22日 | 為永幸音                          |
| 048 | 2022年11月26日 | 石栗奏美                          |
| 049 | 2022年12月03日 | 石栗奏美                          |
| 052 | 2022年12月24日 | 宮崎由加                          |
| 053 | 2022年12月31日 | 宮崎由加                          |
| 063 | 2023年03月11日 | 佐藤優樹                          |
| 064 | 2023年03月18日 | 佐藤優樹                          |
| 090 | 2023年09月16日 | 小関舞                            |
| 091 | 2023年09月23日 | 小関舞                            |
| 092 | 2023年09月30日 | 田﨑あさひ                        |
| 100 | 2023年12月02日 | 竹内朱莉                          |
| 101 | 2023年12月09日 | 竹内朱莉                          |
| 102 | 2023年12月16日 | 小片リサ                          |
| 103 | 2023年12月23日 | 小片リサ                          |
| 104 | 2023年12月30日 | 宮崎由加                          |
| 105 | 2024年01月06日 | 宮崎由加                          |
| 117 | 2024年03月30日 | 小関舞                            |
| 118 | 2024年04月06日 | 小関舞                            |
| 119 | 2024年04月13日 | 稲場愛香                          |
| 120 | 2024年04月20日 | 稲場愛香                          |
| 128 | 2024年06月15日 | 小片リサ                          |
| 129 | 2024年06月22日 | 小片リサ                          |
| 134 | 2024年07月27日 | えまおゆう                        |
| 135 | 2024年08月03日 | えまおゆう                        |
| 137 | 2024年08月17日 | TEAM SHACHI（秋本帆華、大黒柚姫） |
| 138 | 2024年08月24日 | TEAM SHACHI（秋本帆華、大黒柚姫） |
| 140 | 2024年09月07日 | 土谷隼人                          |
| 141 | 2024年09月14日 | 土谷隼人                          |
| 142 | 2024年09月21日 | 広本瑠璃、西﨑美空                |